# Marlène Bayet
Marlène Bayet, née le 19 septembre 1977, est une gymnaste française pratiquant la discipline du tumbling et championne du monde par équipes en 1996.

## Carrière
Aux Championnats du monde de trampoline 1996 ainsi qu'aux Championnats d'Europe de trampoline 1998, elle remporte la médaille d'or en tumbling par équipes. Elle est médaillée d'argent de tumbling par équipes aux Championnats du monde de trampoline 1998.